# Дзатоити
Дзато́ити (яп. 座頭市 Дзато:ити) — главный персонаж одной из самых длинных в Японии серий фильмов и телевизионных сериалов, основанных на периоде Эдо. Герой — слепой массажист-костоправ и искусный фехтовальщик, которого придумал писатель-романист Кан Симодзава (яп. 子母澤 寛). Этот изначально второстепенный герой для большого экрана был разработан компанией Daiei Studios и сыгран актёром Синтаро Кацу. С 1962 по 1989 было произведено 26 фильмов. С 1972 по 1974 под тем же именем снимался сериал. Прежде чем сериал отменили, вышло 112 серий о Дзатоити.
В театральной версии, которую поставил Такаси Миикэ, Дзатоити сыграл Сё Аикава.

## Герой
На первый взгляд Дзатоити — безобидный слепой массажист-костоправ, который бродит по стране, зарабатывая на жизнь игрой в кости, массажем, иглоукалыванием, пением и игрой на музыкальных инструментах, однако он к тому же мастерски владеет мечом, в частности техникой иайдо, а также другими японскими техниками фехтования, борьбой дзюдзюцу.
С собой он носит не традиционную катану, а сикомидзуэ (меч в трости) — длинные мечи были запрещены несамурайским сословиям в период Эдо, зато вакидзаси мог носить кто угодно. В основном, сикоми-дзуэ были с прямым лезвием низкого качества, не сравнимого с обычной катаной, но, как показано в Меч в трости Дзатоити, его оружие превосходит по качеству другие мечи.
В фильмах и сериалах о Дзатоити часто повторяется сюжет с защитой невинных от угнетения или от враждебных банд якудза, расследованиями, установлением справедливости. Комбинация невероятных бойцовских способностей с обратным хватом меча, отличного слуха, обоняния и кинестетики делают его опаснейшим противником. Он также хорошо владеет традиционной катаной, как показано в «Мести Дзатоити» (англ. Zatoichi’s Vengeance). Кроме того, он показывает значительное мастерство с использованием двух мечей одновременно в «Дзатоити и обречённый человек» (англ. Zatoichi and the Doomed Man).
Ряд стандартных сценариев, повторяющихся по всему сериалу: Дзатоити обыгрывает игорные дома на большие суммы, используя свой тонкий слух, по разности звуков он определяет, какой стороной упали кости, и угадывает таким образом, выпал чёт или нечет. В основном это заканчивается другой часто используемой сценой: Дзатоити срезает все свечи в помещении так, что опускается полная тьма, обычно это сопровождается его коронной фразой (яп. 暗闇ならこっちのもんだ кураями нара котти но мон да), примерно переводимой как «Тьма — мой союзник» или «Тьма — моё преимущество».
Настоящее имя героя — Ити. Дзато — низший из четырёх официальных рангов Тододза, гильдии слепых в Японии (также дзато означает слепого человека на японском сленге). Массажист — обычная профессия для японских слепых того времени.

## Оригинальная серия фильмов
В оригинальной серии из 26 фильмов роль Дзатоити играл Синтаро Кацу. Первый фильм 1962 года был чёрно-белым, а уже третий фильм 1963 года был цветным. В 1973 году был поставлен 25-й фильм, после чего последовала шестнадцатилетняя пауза. В 1989 году был снят последний фильм из оригинальной серии, сценаристом и режиссёром которого был сам Кацу.
|  | No. | Русское название                              | Год  | Кандзи                     | Ромадзи                                        | Режиссёр       |
|  | --- | --------------------------------------------- | ---- | -------------------------- | ---------------------------------------------- | -------------- |
|  | 1   | История Дзатоити                              | 1962 | 座頭市物語                 | Zatoichi monogatari                            | Кэндзи Мисуми  |
|  | 2   | Продолжение истории Дзатоити                  | 1962 | 続・座頭市物語             | Zoku Zatoichi monogatari                       | Кадзуо Мори    |
|  | 3   | Новая история Дзатоити                        | 1963 | 新・座頭市物語             | Shin Zatoichi monogatari                       | Токудзо Танака |
|  | 4   | Бродяга                                       | 1963 | 座頭市兇状旅               | Zatoichi kyojo-tabi                            | Токудзо Танака |
|  | 5   | По дороге                                     | 1963 | 座頭市喧嘩旅               | Zatoichi kenka-tabi                            | Кимиёси Ясуда  |
|  | 6   | Дзатоити и сундук золота                      | 1964 | 座頭市千両首               | Zatoichi senryo-kubi                           | Кадзуо Икэхиро |
|  | 7   | Сверкающий меч Дзатоити                       | 1964 | 座頭市あばれ凧             | Zatoichi abare tako                            | Кадзуо Икэхиро |
|  | 8   | Дерись, Дзатоити, дерись                      | 1964 | 座頭市血笑旅               | Zatoichi kessho-tabi                           | Кэндзи Мисуми  |
|  | 9   | Приключения Дзатоити                          | 1964 | 座頭市関所破り             | Zatoichi sekisho-yaburi                        | Кимиёси Ясуда  |
|  | 10  | Реванш Дзатоити                               | 1965 | 座頭市二段斬り             | Zatoichi nidan-giri                            | Акира Иноуэ    |
|  | 11  | Дзатоити и обречённый человек                 | 1965 | 座頭市逆手斬り             | Zatoichi sakate-giri                           | Кадзуо Мори    |
|  | 12  | Дзатоити и гроссмейстер                       | 1965 | 座頭市地獄旅               | Zatoichi jigoku-tabi                           | Кэндзи Мисуми  |
|  | 13  | Месть Дзатоити                                | 1966 | 座頭市の歌が聞える         | Zatoichi no uta ga kikoeru                     | Токудзо Танака |
|  | 14  | Паломничество Дзатоити                        | 1966 | 座頭市海を渡る             | Zatoichi umi o wataru                          | Кадзуо Икэхиро |
|  | 15  | Меч в трости Дзатоити                         | 1967 | 座頭市鉄火旅               | Zatoichi tekka-tabi                            | Кимиёси Ясуда  |
|  | 16  | Дзатоити вне закона                           | 1967 | 座頭市牢破り               | Zatoichi royaburi                              | Сатсуо Ямамото |
|  | 17  | Вызов Дзатоити                                | 1967 | 座頭市血煙り街道           | Zatoichi chikemurikaido                        | Кэндзи Мисуми  |
|  | 18  | Дзатоити и беглецы                            | 1968 | 座頭市果し状               | Zatoichi hatashijo                             | Кимиёси Ясуда  |
|  | 19  | Дзатоити самаритянин                          | 1968 | 座頭市喧嘩太鼓             | Zatoichi kenka-daiko                           | Кэндзи Мисуми  |
|  | 20  | Дзатоити и телохранитель (Дзатоити и Ёдзимбо) | 1970 | 座頭市と用心棒             | Zatoichi to Yojinbo                            | Кихати Окамото |
|  | 21  | Дзатоити, Огненный фестиваль                  | 1970 | 座頭市あばれ火祭り         | Zatoichi abare-himatsuri                       | Кэндзи Мисуми  |
|  | 22  | Дзатоити и однорукий фехтовальщик             | 1971 | 新座頭市・破れ！唐人剣     | Shin Zatoichi: Yabure! Tojin-ken               | Кимиёси Ясуда  |
|  | 23  | Дзатоити и особые поручения                   | 1972 | 座頭市御用旅               | Zatoichi goyo-tabi                             | Кадзуо Мори    |
|  | 24  | Отчаяние Дзатоити                             | 1972 | 新座頭市物語・折れた杖     | Shin Zatoichi monogatari: Orieta tsue          | Синтаро Кацу   |
|  | 25  | Конспирация Дзатоити                          | 1973 | 新座頭市物語・笠間の血祭り | Shin Zatoichi monogatari: Kasama no chimatsuri | Кимиёси Ясуда  |
|  | 26  | Дзатоити, Тьма его союзник                    | 1989 | 座頭市                     | Zatoichi                                       | Синтаро Кацу   |

Примечание: Названия переведены с английских названий, что не является точным переводом оригинальных японских названий фильмов.

## Телевизионный сериал
У сериала «Дзатоити» было 4 сезона с Синтаро Кацу в главной роли:
1. 26 эпизодов в 1974
2. 29 эпизодов в 1976
3. 19 эпизодов в 1978
4. 26 эпизодов в 1979

## Ремейк
В 2003 году Такэси Китано по собственному сценарию снял высокобюджетный фильм о Дзатоити, который называется просто Затойчи. Главную роль сыграл сам Такэси.
В этом ремейке, действие которого относится к периоду Бакумацу, Дзатоити забредает в маленький глухой городок, захваченный бандами преступников, выбивающих деньги из местного населения. По мере продвижения сюжета Дзатоити встречает ронина, ищущего работу, чтобы оплачивать лечение своей больной жены, и двух гейш, жаждущих отмщения за своих убитых родителей.
В создании саундтрека участвовали Кэйити Судзуки (участник группы Moon Riders) и группа The Stripes.